# Prix Interallié
Prix Interallié là một giải thưởng văn học của Pháp được trao hàng năm vào tháng 11, trong thời kỳ trao các giải văn học vào mùa thu.

## Lịch sử
Giải này được thiết lập ngày 3.12.1930 bởi khoảng 30 nhà báo khi ăn điểm tâm ở Cercle de l'Union interalliée, Paris khi chờ cuộc thảo luận của Ban giám khảo Giải Femina. Giải này được trao vào đầu tháng 11 - sau Giải Goncourt - tại tiệm ăn Lasserre. Giải này chỉ thuần túy mang tính chất danh dự, không kèm theo một khoản tiền thưởng nào.
Giải này cũng được một số người gọi đùa là Prix InterGrasset, vì Những sách do nhà xuất bản Grasset phát hành đã đoạt nhiều giải này: 28/79 trên tổng số giải, đặc biệt từ năm 1965 tới nay là 26/48 giải.

## Ban giám khảo
Ban giám khảo hiện nay gồm 10 nhà báo, nhà văn sau: Éric Neuhoff, Jacques Duquesne, Stéphane Denis, Florian Zeller, Christophe Ono-dit-Biot, Serge Lentz, Éric Ollivier, Jean-Marie Rouart, Philippe Tesson (chủ tọa).

## Những người đoạt giải
| Năm  | Tác giả                    | Tác phẩm                                                                    | Nhà xuất bản      |
| ---- | -------------------------- | --------------------------------------------------------------------------- | ----------------- |
| 1930 | André Malraux              | La Voie royale                                                              | Grasset           |
| 1931 | Pierre Bost                | Le Scandale                                                                 | Gallimard         |
| 1932 | Simonne Ratel              | La Maison des bories                                                        | Plon              |
| 1933 | Robert Bourget-Pailleron   | L'Homme du Brésil                                                           | Gallimard         |
| 1934 | Marc Bernard               | Anny                                                                        | Gallimard         |
| 1935 | Jacques Debû-Bridel        | Jeunes Ménages                                                              | Gallimard         |
| 1936 | René Laporte               | Les Chasses de novembre                                                     | Denoël            |
| 1937 | Romain Roussel             | La Vallée sans printemps                                                    | Plon              |
| 1938 | Paul Nizan                 | La Conspiration                                                             | Gallimard         |
| 1939 | Roger de Lafforest         | Les Figurants de la mort                                                    | Grasset           |
| 1945 | Roger Vailland             | Drôle de jeu                                                                | Corrêa            |
| 1946 | Jacques Nels               | Poussière du temps                                                          | Le Bateau ivre    |
| 1947 | Pierre Daninos             | Les Carnets du Bon Dieu                                                     | La Jeune Parque   |
| 1948 | Henry Castillou            | Cortiz s'est révolté                                                        | Fayard            |
| 1949 | Gilbert Sigaux             | Les Chiens enragés                                                          | Julliard          |
| 1950 | Georges Auclair            | Un amour allemand                                                           | Gallimard         |
| 1951 | Jacques Perret (1901-1992) | Bande à part                                                                | Gallimard         |
| 1952 | Dutourd                    | Au bon beurre                                                               | Gallimard         |
| 1953 | Louis Chauvet              | L'Air sur la quatrième corde                                                | Flammarion        |
| 1954 | Maurice Boissais           | Le Goût du péché                                                            | Julliard          |
| 1955 | Félicien Marceau           | Les Élans du cœur                                                           | Gallimard         |
| 1956 | Armand Lanoux              | Le Commandant Watrin                                                        | Julliard          |
| 1957 | Paul Guimard               | Rue du Havre                                                                | Denoël            |
| 1958 | Bertrand Poirot-Delpech    | Le Grand Dadais                                                             | Denoël            |
| 1959 | Antoine Blondin            | Un singe en hiver                                                           | La Table Ronde    |
| 1960 | Jean Portelle              | Janitzia ou la Dernière qui aima d'amour                                    | Denoël            |
| 1960 | Henry Muller               | Clem                                                                        | La Table ronde    |
| 1961 | Jean Ferniot               | L'Ombre portée                                                              | Gallimard         |
| 1962 | Henri-François Rey         | Les Pianos mécaniques                                                       | Robert Laffont    |
| 1963 | Renée Massip               | La Bête quaternaire                                                         | Gallimard         |
| 1964 | René Fallet                | Paris au mois d'août                                                        | Denoël            |
| 1965 | Alain Bosquet              | La Confession mexicaine                                                     | Grasset           |
| 1966 | Kléber Haedens             | L'été finit sous les tilleuls                                               | Grasset           |
| 1967 | Yvonne Baby                | Oui l'espoir                                                                | Grasset           |
| 1968 | Christine de Rivoyre       | Le Petit Matin                                                              | Grasset           |
| 1969 | Pierre Schœndœrffer        | L'Adieu au roi                                                              | Grasset           |
| 1970 | Michel Déon                | Les Poneys sauvages                                                         | Gallimard         |
| 1971 | Pierre Rouanet             | Castell                                                                     | Grasset           |
| 1972 | Georges Walter             | Des vols de Vanessa                                                         | Grasset           |
| 1973 | Lucien Bodard              | Monsieur le Consul                                                          | Grasset           |
| 1974 | René Mauriès               | Le Cap de la Gitane                                                         | Fayard            |
| 1975 | Voldemar Lestienne         | L'Amant de poche                                                            | Grasset           |
| 1976 | Raphaële Billetdoux        | Prends garde à la douceur des choses                                        | Seuil             |
| 1977 | Jean-Marie Rouart          | Les Feux du pouvoir                                                         | Grasset           |
| 1978 | Jean-Didier Wolfromm       | Diane Lanster                                                               | Grasset           |
| 1979 | François Cavanna           | Les Russkoffs                                                               | Belfond           |
| 1980 | Christine Arnothy          | Toutes les chances plus une                                                 | Grasset           |
| 1981 | Louis Nucera               | Le Chemin de la Lanterne                                                    | Grasset           |
| 1982 | Éric Ollivier              | L'Orphelin de mer... ou les Mémoires de monsieur Non                        | Denoël            |
| 1983 | Jacques Duquesne           | Maria Vandamme                                                              | Grasset           |
| 1984 | Michèle Perrein            | Les Cotonniers de Bassalane                                                 | Grasset           |
| 1985 | Serge Lentz                | Vladimir Roubaïev                                                           | Robert Laffont    |
| 1986 | Philippe Labro             | L'Étudiant étranger                                                         | Gallimard         |
| 1987 | Raoul Mille                | Les Amants du paradis                                                       | Grasset           |
| 1988 | Bernard-Henri Lévy         | Les Derniers Jours de Charles Baudelaire                                    | Grasset           |
| 1989 | Alain Gerber               | Le Verger du diable                                                         | Grasset           |
| 1990 | Bayon                      | Les Animals                                                                 | Grasset           |
| 1991 | Sébastien Japrisot         | Un long dimanche de fiançailles                                             | Denoël            |
| 1992 | Dominique Bona             | Malika                                                                      | Mercure de France |
| 1993 | Jean-Pierre Dufreigne      | Le Dernier Amour d'Aramis ou les Vrais Mémoires du chevalier René d'Herblay | Grasset           |
| 1994 | Marc Trillard              | Eldorado 51                                                                 | Phébus            |
| 1995 | Franz-Olivier Giesbert     | La Souille                                                                  | Grasset           |
| 1996 | Eduardo Manet              | Rhapsodie cubaine                                                           | Grasset           |
| 1997 | Éric Neuhoff               | La Petite Française                                                         | Albin Michel      |
| 1998 | Gilles Martin-Chauffier    | Les Corrompus                                                               | Grasset           |
| 1999 | Jean-Christophe Rufin      | Les Causes perdues                                                          | Gallimard         |
| 2000 | Patrick Poivre d'Arvor     | L'Irrésolu                                                                  | Albin Michel      |
| 2001 | Stéphane Denis             | Sisters                                                                     | Fayard            |
| 2002 | Gonzague Saint-Bris        | Les Vieillards de Brighton                                                  | Grasset           |
| 2003 | Frédéric Beigbeder         | Windows on the World                                                        | Grasset           |
| 2004 | Florian Zeller             | La Fascination du pire                                                      | Flammarion        |
| 2005 | Michel Houellebecq         | La Possibilité d'une île                                                    | Fayard            |
| 2006 | Michel Schneider           | Marilyn, dernières séances                                                  | Grasset           |
| 2007 | Christophe Ono-Dit-Biot    | Birmane                                                                     | Plon >            |
| 2008 | Serge Bramly               | Le Premier Principe - Le Second Principe                                    | Lattès            |
| 2009 | Yannick Haenel             | Jan Karski                                                                  | Gallimard         |
| 2010 | Jean-Michel Olivier        | L'Amour nègre                                                               | De Fallois        |
| 2011 | Morgan Sportes             | Tout, tout de suite                                                         | Fayard            |
| 2012 | Philippe Djian             | « Oh... »                                                                   | Gallimard         |
| 2013 | Nelly Alard                | Moment d'un couple                                                          | Gallimard         |